# عصيان خيبر بختونخوا
عصيان خيبر بختونخوا، المعروف أيضًا باسم الحرب في شمال غرب باكستان، هو نزاع مسلح تشمل أطرافه باكستان، وجماعات الميليشيات المسلحة مثل حركة طالبان باكستان (تي تي بّي)، وجند الله، ولشكر إسلام (إل إي إل)، وحركة تطبيق الشريعة المحمدية (تي إن إس إم)، وتنظيم القاعدة، وحلفائهم في آسيا الوسطى مثل تنظيم الدولة الإسلامية - ولاية خراسان، وحركة أوزبكستان الإسلامية، والحزب الإسلامي التركستاني، وتنظيم الدولة الإسلامية - ولاية القوقاز، وعناصر من الجريمة المنظمة.
بدأ النزاع المسلح في عام 2004 عندما تصاعدت التوترات المتجذرة لتصبح مقاومة مسلحة بسبب بحث الجيش الباكستاني عن مقاتلي تنظيم القاعدة في منطقة وزيرستان الجبلية في باكستان (في المناطق القبلية الخاضعة للإدارة الاتحادية). كان ذلك ضمن مساهمة باكستان في الحرب الدولية على الإرهاب. اندلعت اشتباكات أخرى بين القوات المسلحة الباكستانية الموحدة والجماعات المسلحة من آسيا الوسطى، التي تحالفت مع المقاتلين العرب، في 2008-2010. وانضم إلى المسلحين الأجانب قدامى المحاربين الباكستانيين غير العسكريين الذين شاركوا في الحرب الأفغانية في الغرب، والتي أسست فيما بعد حركة طالبان باكستان وغيرها من المنظمات الجامعة المتشددة، مثل لشكر إسلام. أما حركة تطبيق الشريعة المحمدية فقد تأسست في عام 1992 متحالفة مع حركة طالبان باكستان ولشكر إسلام.
استنزفت الحرب موارد البلاد البشرية، وأظهرت النتائج تأثيرًا عميقًا على الاقتصاد الوطني، منذ أن انضمت باكستان إلى الحرب التي تقودها الولايات المتحدة على الإرهاب. ووفقًا لإحصاءات وزارة المالية ومجموعات مسح البيانات الرياضية، فقد عانى الاقتصاد من خسائر مباشرة وغير مباشرة تصل إلى 67.93 مليار دولار منذ عام 2001 بسبب دور البلاد «كدولة خط المواجهة». ووفقًا للدراسة الاستقصائية الاقتصادية الباكستانية 2010-2011 الصادرة عن وزارة المالية، «لم تشهد باكستان أبدًا مثل هذا الاضطراب الاجتماعي والاقتصادي المدمر في صناعتها، حتى بعد تقسيم البلاد بسبب الحرب المباشرة مع الهند في عام 1971».
بحلول عام 2014، انخفضت معدلات ضحايا الإرهاب في البلاد ككل بنسبة 40٪ مقارنة بالفترة 2011-2013، مع ملاحظة انخفاض أكبر في خيبر بختونخوا، على الرغم من أن المقاطعة كانت موقعًا لمجزرة كبرى بحق أطفال مدرسة على يد إرهابيي حركة طالبان باكستان في ديسمبر عام 2014.

## أسماء الحرب
استُخدمت أسماء مختلفة للصراع من قبل الكتاب والمؤرخين. وشملت الأسماء المستخدمة في اللغة الإنجليزية: العصيان في خيبر بختونخوا، والحرب في شمال غرب باكستان، وحرب وزيرستان، أو الحرب في وزيرستان. من ناحية أخرى، أطلق الباحث السياسي فاروخ سليم على الحرب اسم «حرب الجيل الرابع» أو «حرب فور جي».

## الخلفية
في أعقاب معركة تورا بورا (معناها: الكهوف السوداء)، بدأ الجيش الباكستاني بنشر القوات رسميًا، بناءً على طلب من الحكومة الباكستانية في عام 2002. أما الأحزاب المحافظة، وأبرزها الرابطة الإسلامية الباكستانية، كانت تنتقد بشدة نشر القوات في المنطقة. دخل الفيلق الحادي عشر، بقيادة الفريق جان أوركزي، إلى وادي تيراه في منطقة خيبر لأول مرة منذ استقلال باكستان عام 1947. انتقلت قوات الجيش لاحقًا إلى وادي شوال في وزيرستان الشمالية، ودخلت في النهاية إلى وزيرستان الجنوبية. أسست قاعدة استطلاع للرصد من قبل مجموعة الخدمات الخاصة [البحرية] في عام 2003. وتزايدت الانتقادات لمشرّف والولايات المتحدة في بيشاور من قبل حزب شيوعي كبير في عام 2003، مطالبين بإنهاء العمليات.
في عام 2003، تصاعدت الاضطرابات عندما بدأت القبائل برؤية انتشار الجيش وتكرار رحلات القوات الجوية الباكستانية في المنطقة كتصرف لإخضاعهم. في 2003-2004، دعا مشرّف مرارًا وتكرارًا إلى طرد المقاتلين الأجانب من وزيرستان الجنوبية، وبرر انتشار الجيش في المنطقة على الرغم من المخاوف. وفي ديسمبر عام 2003، أوصل البحث في محاولتي اغتيال ضد الرئيس برويز مشرّف إلى وزيرستان الجنوبية. وردت الحكومة بتكثيف الضغط العسكري على المنطقة. ومع ذلك، كان القتال مكلفًا: تكبدت القوات الحكومية خسائر فادحة خلال عام 2004 وحتى أوائل عام 2005، عندما تحولت الحكومة إلى أسلوب التفاوض بدلاً من الصراع المباشر.

## اندلاع القتال
في 16 مارس عام 2004، دارت معركة دامية في الجبال بين قوات الجيش الباكستاني والمقاتلين الأجانب التابعين لتنظيم القاعدة في الجبال البيضاء في وزيرستان الجنوبية. تكهنت وسائل الإعلام الباكستانية بأن الجيش الباكستاني حاصر «هدفًا ذا قيمة عالية» في المنطقة الجبلية، ربما كان الرجل الثاني في القاعدة آنذاك أيمن الظواهري. ووفقًا للاستخبارات العسكرية في عام 2004، كان جميع المسلحين من شيشان وأوزبك وطاجيك يحاولون الفرار من الكهوف السوداء (تورا بورا الأفغانية). وبعد أسبوع من المعركة، استولى الجيش الباكستاني على المنطقة بأكملها واعتقل ما يصل إلى 400 من عناصر القاعدة. ورغم نجاحه فشل الجيش في القبض على الظواهري. واعترفت العلاقات العامة لوكالة الاستخبارات (أي إس بّي أر) لاحقًا بأن الأوزبكي السوفيتي طاهر يولداشيف هو من كان محاصرًا وليس الظواهري.
بحلول عام 2004، تمركزت كتائب إضافية من قبل الجنرال مشرف للمساعدة في الحد من التسلل إلى باكستان عبر حدودها المليئة بالثغرات. عثرت المخابرات العسكرية وفرقة العمل السري وقوات الجيش على العديد من الكهوف والأنفاق في سلسلة الجبال البيضاء التي استخدمها المقاتلون الأجانب قبل بدء العمل العسكري. وأكدت روايات المخابرات العسكرية أن الأنفاق تقود إلى أفغانستان، وربما منطقة تورا بورا. على الرغم من صعوبة معرفة مدى فعالية التطويق في الليلة الأولى للتعليق العسكري، إلا أن روايات المخابرات العسكرية أكدت أن العديد من المقاتلين الأجانب ذوي القيمة العالية ربما هربوا عبر هذه الأنفاق والكهوف إلى أفغانستان.
في 7 أكتوبر عام 2004، وافق مشرّف على تعيين مساعده المقرب، الجنرال إحسان الحق من وكالة الاستخبارات الباكستانية، الذي حل محل سبعة من زملائه. وتعرض تعيينه لانتقادات شديدة من قبل وسائل الإعلام. بعد أن أصبح رئيسًا للقادة المشتركين، أشرف اللواء إحسان الحق على نشر القوات البرية للجيش فقط، بينما أبعدت القوات الجوية والبحرية عن المنطقة.

### اتفاقيات السلام
في أبريل عام 2004، وقعت الحكومة الباكستانية اتفاقية شاكاي، وهي الأولى من ثلاث اتفاقيات سلام مع المسلحين في وزيرستان الجنوبية. وقعها قائد الميليشيا نِك محمد وزير، ولكنها ألغيت على الفور بمجرد مقتل نِك محمد بصاروخ هيلفاير الأمريكي في يونيو عام 2004.
أما الاتفاقية الثانية، اتفاقية ساراروغا للسلام، وقعت في فبراير عام 2005 مع بيت الله محسود خليفة نِك، والتي جلبت هدوءًا نسبيًا إلى منطقة وزيرستان الجنوبية. أعيد نسخ هذه الاتفاقية في وقت لاحق، في سبتمبر عام 2006، في منطقة وزيرستان الشمالية المجاورة باعتبارها الهدنة الثالثة والأخيرة، اتفاق ميرانشاه للسلام، بين الحكومة والمسلحين. ومع ذلك، فإن كل هذه الهدنات لم يكن لها تأثير كبير في الحد من إراقة الدماء. إذ خُرقت الاتفاقيتان الأخيرتان رسميًا في أغسطس عام 2007 مع بدء عملية الصمت التي أطلقتها إسلام أباد، وأسفرت عن زيادة الهجمات الانتحارية على القوات المسلحة الباكستانية بمقدار عشرة أضعاف.
أثبتت إستراتيجية إبعاد القوات الجوية والبحرية عن الصراع أنها غير فعالة، فقد انتشر العنف في جميع أنحاء البلاد، وتعرض الجيش لضغط كبير من المسلحين في 2004-2007. وفي عام 2007، اعترف اللواء إحسان الحق علنًا بأن إبقاء البحرية والقوات الجوية خارج الصراع كان خطأ.